# يعقوب بن كعب
يعقوب بن كعب هو يعقوب بن كعب بن حامد، الأنطاكي، كنيته أبو يوسف، من رواة الحديث وحفاظه، أصله من حلب. سمع من عطاء بن مسلم وشعيب بن إسحاق وعيسى بن يونس وابن وهب وأبي معاوية وطبقتهم، وكان ذا رحلة وفضل.
روى عنه: أبو داود ويزيد بن جهور وأحمد بن أبي خيثمة وأبو بكر بن أبى عاصم ومحمد بن إبراهيم البوشنجي وآخرون. يعد من الثقات فقد وثقه أبو حاتم، وقال فيه العجلي: ثقة رجل صالح صاحب سنة.